# Adolfo Celi
Pour les articles homonymes, voir Celi (homonymie).
Adolfo Celi [aˈdolfo ˈt͡ʃeːli] est un acteur italien né le 27 juillet 1922 à Messine, en Sicile, et mort le 19 février 1986 à Sienne, en Toscane.
Il passe quinze ans de sa vie au Brésil, où il commence sa carrière théâtrale. À son retour dans le cinéma européen, il incarne souvent des personnages maléfiques et puissants, notamment dans L'Homme de Rio (1964) de Philippe de Broca avec Jean-Paul Belmondo, Opération Tonnerre (1965), de Terence Young avec Sean Connery en James Bond, Danger : Diabolik ! (1968) de Mario Bava avec Michel Piccoli et John Phillip Law en Diabolik ou L'Empire du crime (1972) de Fernando Di Leo avec Luciana Paluzzi, Henry Silva et Woody Strode. Il fait également partie de la bande de la comédie à l'italienne Mes chers amis (1975) et ses deux suites, à l'instar de Duilio Del Prete, Gastone Moschin, Philippe Noiret et Ugo Tognazzi.

## Biographie

En 1960.

Né à Messine, il est le fils de Giuseppe Celi (préfet de Grosseto et de Padoue, sénateur du royaume d'Italie et président de la province de Catane) et de Giulia Mondello. Adolfo Celi a grandi entre la Sicile et l'Italie du Nord ; Padoue a été l'une de ses résidences. Grâce à une caméra amateur offerte par son père, il commence à se familiariser avec le cinéma. Ses premiers pas sur les planches ont lieu à Stretto par l'intermédiaire des Gruppi universitari fascisti,. En 1942, il s'inscrit à l'Académie nationale d'art dramatique de Rome, où il obtient son diplôme en 1945 en mettant en scène The Time of Your Life de William Saroyan. Pendant ses années à l'Académie, il rencontre, entre autres, Vittorio Gassman, Mario Landi et Vittorio Caprioli, qui lui transmettent leur passion pour le théâtre et le cinéma. Il était un grand ami de Renato Baldini.

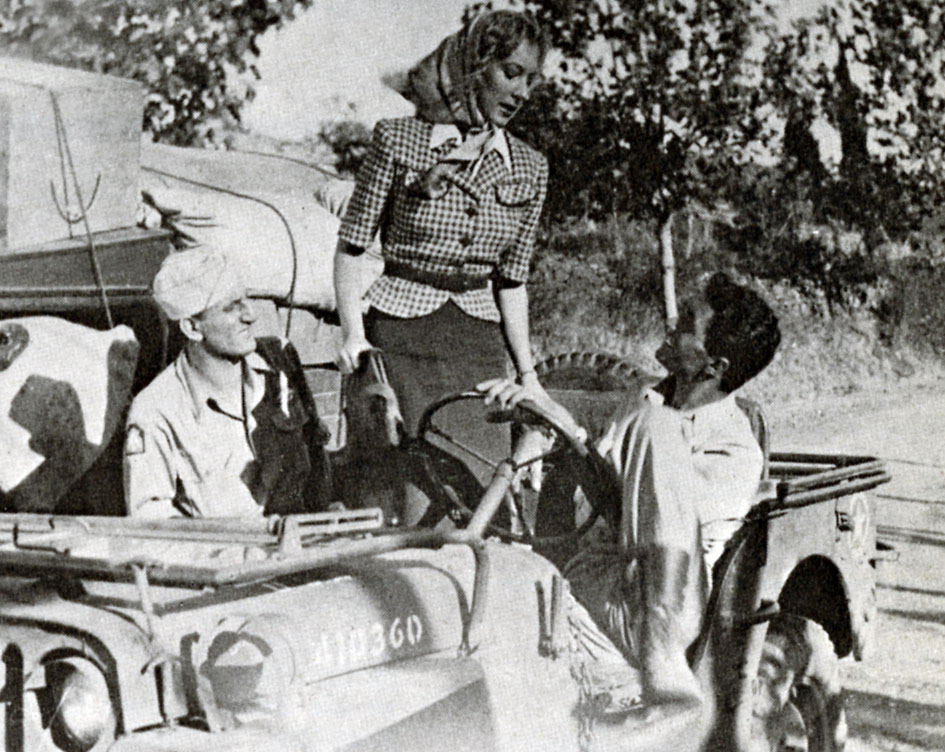
Adolfo Celi, Valentina Cortese et Leo Dale dans Un Américain en vacances (1946).

En 1946, il joue dans le film Un Américain en vacances de Luigi Zampa, suivi de Noël au camp 119 (1947) de Pietro Francisci et de De nouveaux hommes sont nés (1948) de Luigi Comencini. La même année, Aldo Fabrizi lui fait une proposition qui changera sa vie : participer au film Emigrantes (1949), tourné en Argentine.

### Le Brésil
Après s'être installé au Brésil, il s'y est tellement attaché qu'il décide d'y rester pendant quinze ans. L'inauguration du nouveau théâtre de la ville de São Paulo, le Teatro Brasileiro de Comédia (pt), a lieu le 11 octobre 1948, avec deux représentations : La Voix humaine, de Jean Cocteau, et A mulher do próximo, d'Abílio Pereira de Almeida (pt). Peu après, plusieurs représentations de divers groupes d'amateurs de São Paulo ont eu lieu. Le 8 juin 1949, le TBC inaugure sa phase professionnelle avec la pièce : Nick Bar, de William Saroyan, mise en scène par Adolfo Celi. Celi devient le premier directeur artistique du TBC. Il a été invité par Franco Zampari, créateur du TBC et de la Companhia Cinematográfica Vera Cruz (pt), une société de production qui confiera également à Celi la réalisation des films Caiçara (1950) et Tico-Tico no Fubá (1952), deux succès publics et critiques.
Celi est toujours considéré comme l'un des plus importants réalisateurs brésiliens : on lui attribue en effet la définition de nouveaux canons d'expérimentation théâtrale, cinématographique et télévisuelle, alors naissante. Au Brésil, il entame également une carrière d'acteur de cinéma, en jouant dans les films L'Homme de Rio (1964) de Philippe de Broca avec Jean-Paul Belmondo et Opération Tonnerre (1965), de Terence Young avec Sean Connery. Dans le premier, Adolfo Celi interprète le richissime Mario Di Castro, un archéologue ayant fait fortune dans la construction de la nouvelle capitale brésilienne. Dans le second, il joue le milliardaire borgne Emilio Largo où il impose son physique de rapace face à James Bond. Ces deux films lui confèrent une notoriété internationale et l'encouragent à retourner en Italie,.

### Retour en Italie

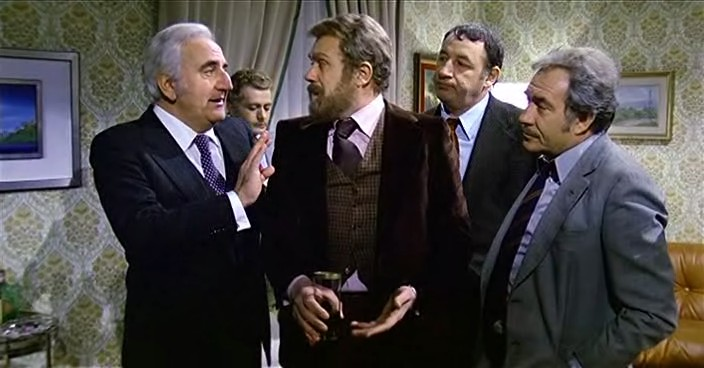
Adolfo Celi, Duilio Del Prete, Gastone Moschin et Philippe Noiret dans Mes chers amis (1975).

De retour au début des années 1960, il trouve un cinéma très différent de celui qu'il a quitté et en plein développement. Il se spécialise dans les rôles de méchants, aussi bien dans des westerns spagettis comme Yankee (1965) de Tinto Brass, des parodies de films d'espionnage comme Opération frère cadet (1967), des gialli tels que Qui l'a vue mourir ? (1972) d'Aldo Lado ou des films d'action comme Danger : Diabolik ! (1968) de Mario Bava que, avec une certaine autodérision, dans les comédies françaises (Un monsieur de compagnie (1964) ou Le Roi de cœur (1967) de De Broca) ou à l'italienne, dans lesquels il incarne souvent des personnages maléfiques ou puissants. Il est l'un des rares acteurs italiens à pouvoir jouer également en français, en allemand, en portugais, en anglais et en espagnol, même s'il est doublé la plupart du temps — également en italien — à cause de son fort accent sicilien : grâce à sa formation professionnelle, il a été choisi comme acteur secondaire dans de nombreux films internationaux comme Par un beau matin d'été (1965) de Jacques Deray et de nouveau avec Belmondo, L'Extase et l'Agonie (1965) de Carol Reed avec Charlton Heston, Grand Prix (1966) de John Frankenheimer avec Yves Montand, ou Le Fantôme de la liberté (1974) de Luis Buñuel avec Jean-Claude Brialy, Adriana Asti et Monica Vitti.
En 1969 sort le seul film italien qu'il ait réalisé, avec ses collègues universitaires Vittorio Gassman et Luciano Lucignani, l'autobiographique L'Alibi. En Italie, il atteint l'apogée de son succès lorsqu'il rejoint la distribution de la trilogie à succès Mes chers amis (1975), Mes chers amis 2 (1982) et Mes chers amis 3 (1985), où il joue le rôle du professeur Alfeo Sassaroli, un brillant médecin-chef d'hôpital ennuyé par son travail, qui rejoint les joyeux « zingarate (it) » d'un groupe d'amis florentins, interprétés par Duilio Del Prete, Gastone Moschin, Philippe Noiret et Ugo Tognazzi,. Il est aussi un acteur régulier de film de mafieux et de poliziotteschi à succès tels que L'Empire du crime (1970) de Fernando Di Leo et Deux Flics à abattre (1976) de Ruggero Deodato.

### Télévision

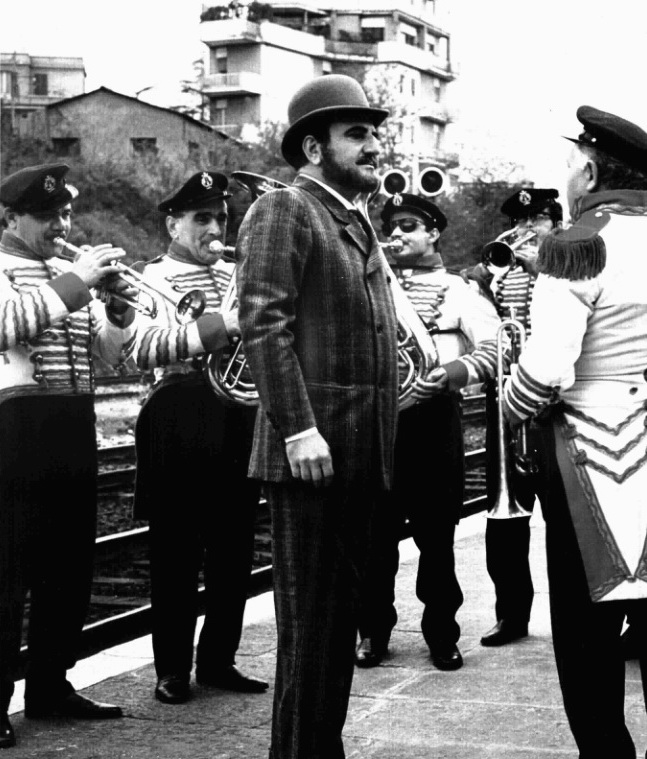
Dans le rôle de Joe Petrosino dans le feuilleton homonyme (1972).

Sous la direction de Daniele D'Anza, il incarne en 1972 le médecin nazi dans le feuilleton de la Rai Il sospetto ; il joue également le policier italo-américain Joe Petrosino dans le feuilleton homonyme, tandis que trois ans plus tard, il incarne Don Mariano D'Agrò dans le téléfilm L'amaro caso della baronessa di Carini (it) (1975).
Dans la mémoire du public italien, son visage reste lié au rôle de Lord James Brooke, ennemi juré du Tigre de Mompracem, interprété par Kabir Bedi, dans la série télévisée Sandokan (1976), réalisée par Sergio Sollima. En 1976, il joue le rôle de Giampiero Albertini dans le carosello Gli incontentabili pour Ignis, une célèbre marque d'électroménager,,.
En 1981, il participe au feuilleton épique de la télévision britannique The Borgias, dans lequel il joue (après avoir imité divers prélats et cardinaux) le rôle de Rodrigo Borgia, qui monte sur le trône papal en tant que pape Alexandre VI.

### Dernières années et mort
Revenu au théâtre dans les années 1980, il est hospitalisé pour une douleur au cœur le soir de la représentation des Annales de Pétersbourg de Dostoïevski au théâtre de Sienne. Vittorio Gassman le remplace sur scène. Le 19 février 1986, Celi meurt, à l'âge de 63 ans, d'un infarctus, exactement 40 ans après la mort de son père, survenue le 19 février 1946,. Il est enterré au cimetière monumental de Messine.

## Vie privée
Celi a été marié trois fois : avec Tônia Carrero (pt) de 1951 à 1963, avec Marília Branco (it) de 1964 à 1965 et avec Veronica Lazăr de 1966 à 1986. De cette dernière, il a eu deux enfants, Alessandra (it) (1966), actrice, et Leonardo (1968), auteur du documentaire Adolfo Celi, un uomo per due culture, réalisé en 2006 à la mémoire de son père vingt ans après sa mort et présenté en 2008 au Festival du film de Rome dans le cadre de la rétrospective Adolfo Celi e i ragazzi tornati dal Brasile organisée par la Fondazione Ente dello Spettacolo.

## Filmographie

### Acteur

#### Années 1940
- 1945 : Un Américain en vacances (Un americano in vacanza) de Luigi Zampa : Tom
- 1947 : Noël au camp 119 (Natale al campo 119) de Pietro Francisci : John, le sergent
- 1948 : De nouveaux hommes sont nés (Proibito rubare) de Luigi Comencini : Don Pietro
- 1948 : Emigrantes d'Aldo Fabrizi : le professeur

#### Années 1950
- 1950 : Caiçara de lui-même, Tom Payne (pt) et John Waterhouse : Genovês
- 1952 : Tico-Tico no Fubá de lui-même

#### Années 1960
- 1963 : Sandokan, le tigre de Bornéo (Sandokan, la tigre di Mompracem) d'Umberto Lenzi
- 1963 : L'Homme de Rio de Philippe de Broca : Mario De Castro
- 1964 : Un monsieur de compagnie de Philippe de Broca : Benvenuto
- 1964 : Ah ! Les Belles Familles (Le belle famiglie) d'Ugo Gregoretti, segment Amare è un po' morire : Professeur Della Porta
- 1964 : Pour trois nuits d'amour (Tre notti d'amore), segment La moglie bambina de Franco Rossi : Alberto
- 1965 : Par un beau matin d'été de Jacques Deray : Van Willie
- 1965 : Slalom de Luciano Salce : Riccardo
- 1965 : E venne un uomo d'Ermanno Olmi : Giacomo Radini-Tedeschi : Monseigneur Giacomo Radini-Tedeschi
- 1965 : Opération Tonnerre (Thunderball) de Terence Young : Emilio Largo dit « no 2 »
- 1965 : L'Extase et l'Agonie (The Agony and the Ecstasy) de Carol Reed : Jean de Médicis
- 1965 : L'Express du colonel Von Ryan (Von Ryan's Express) de Mark Robson : Major Battaglia
- 1965 : Yankee de Tinto Brass : El Grande Concho
- 1966 : Le Greco (El Greco) de Luciano Salce : Don Miguel de las Cuevas
- 1966 : Grand Prix de John Frankenheimer : Agostino Manetta
- 1966 : Le Roi de cœur de Philippe de Broca : le colonel McBibenbrook
- 1966 : Guet-apens à Téhéran (Das Geheimnis der gelben Mönche) de Manfred R. Köhler : Henry Perkins
- 1966 : Les Nuits facétieuses d'Armando Crispino et Luciano Lucignani : Bernardozzo
- 1967 : Coup de maître au service de sa majesté britannique (Colpo maestro al servizio di Sua Maestà britannica) de Michele Lupo : M. Bernard
- 1967 : Torero malgré lui (The Bobo) de Robert Parrish : Francisco Carbonell
- 1967 : Le Carnaval des truands (Ad ogni costo) de Giuliano Montaldo : Mark Milford
- 1967 : Guêpier pour trois abeilles (The Honey Pot) de Joseph L. Mankiewicz : inspecteur Rizzi
- 1967 : Opération frère cadet (OK Connery) d'Alberto De Martino : Thair Beta
- 1967 : Fantabulous (it) (La donna, il sesso e il superuomo) de Sergio Spina : Karl Maria van Beethoven
- 1967 : La Gloire des canailles (Dalle Ardenne all'inferno) d'Alberto De Martino : Luc Rollman
- 1968 : Sentence de mort (Sentenza di morte) de Mario Lanfranchi : Frère Baldwin
- 1968 : Uno scacco tutto matto (it) de Roberto Fizz : Bayon / Guinet
- 1968 : Danger : Diabolik ! (Diabolik) de Mario Bava : Ralph Valmont, le parrain de la mafia
- 1968 : Opération fric (Sette volte sette) de Michele Lupo : le directeur de l'établissement
- 1969 : L'Alibi de lui-même, Vittorio Gassman et Luciano Lucignani : Adolfo
- 1969 : Pleins Feux sur l'archange (L'arcangelo) de Giorgio Capitani : Marco Tarocchi Roda
- 1969 : Lingots à gogo (Midas Run) d'Alf Kjellin : général Ferranti
- 1969 : Exécutions (Un detective) de Romolo Guerrieri : l'avocata Fontana
- 1969 : Moi, Emmanuelle (Io, Emmanuelle) de Cesare Canevari : Sandri
- 1969 : La Mort sonne toujours deux fois (Blonde Köder für den Mörder) d'Harald Philipp : Max Spiegler
- 1969 : À la recherche de Grégory (In Search of Gregory) de Peter Wood (en) : Max

#### Années 1970
- 1970 : Rendez-vous avec le déshonneur (Appuntamento col disonore) d'Adriano Bolzoni : Hermès
- 1970 : Le Tunnel de la peur (Fragment of Fear) de Richard C. Sarafian : Signor Bardoni
- 1970 : Un condé de Yves Boisset : le commissaire divisionnaire
- 1970 : Brancaleone s'en va-t-aux croisades (Brancaleone alle crociate) de Mario Monicelli : Goemondo
- 1970 : L'Empire du crime (La mala ordina) de Fernando Di Leo : Don Vito Tressoldi
- 1971 : Una chica casi decente (es) de Germán Lorente : César Martín de Valdés, dit « Duque »
- 1971 : Hanno cambiato faccia de Corrado Farina : Giovanni Nosferatu
- 1971 : Double Assassinat dans la rue Morgue (Murders in the Rue Morgue) de Gordon Hessler : Inspecteur Vidocq
- 1972 : Le Mataf de Serge Leroy : Me Desbordes
- 1972 : Le Manoir aux filles (Ragazza tutta nuda assassinata nel parco) d'Alfonso Brescia : inspecteur Huber
- 1972 : Le parrain a le bras long (La mano lunga del padrino) de Leonardo Bonomi : Don Carmelo
- 1972 : Qui l'a vue mourir ? (Chi l'ha vista morire?) d'Aldo Lado : Serafian
- 1972 : François et le Chemin du soleil (Fratello sole, sorella luna) de Franco Zeffirelli : le consul
- 1972 : Un cas parfait de stratégie criminelle (Terza ipotesi su un caso di perfetta strategia criminale) de Giuseppe Vari : inspecteur Vezzi
- 1972 : L'Œil du labyrinthe (L'occhio nel labirinto) de Mario Caiano : Frank
- 1973 : Piazza pulita de Luigi Vanzi : le Polonais
- 1973 : La Villégiature (La villeggiatura) de Marco Leto : Commissaire Rizzuto
- 1973 : Les Dix Derniers Jours d'Hitler (Hitler: The last ten days) d'Ennio De Concini : général Hans Krebs
- 1974 : Liberté, mon amour ! (Libera, amore mio) de Mauro Bolognini : Felice Valente
- 1974 : Le Fantôme de la liberté de Luis Buñuel : le docteur Pasolini
- 1974 : Dix Petits Nègres (Ten little indians) de Peter Collinson : Gal Selby
- 1974 : Mourir à 12 ans (it) (Il venditore di palloncini) de Mario Gariazzo : le principal
- 1974 : La Tentation (Il sorriso del grande tentatore) de Damiano Damiani : Père Borelli
- 1976 : Virginité (Come una rosa al naso) de Franco Rossi : Honorable La Palomba
- 1976 : Deux Flics à abattre (Uomini si nasce poliziotti si muore) de Ruggero Deodato : chef du corps spécial de police
- 1976 : La moglie di mio padre d'Andrea Bianchi : Antonio
- 1976 : L'affittacamere (en) de Mariano Laurenti : le juge Nino Damiani
- 1976 : Sandokan (série TV) de Sergio Sollima
- 1976 : Mes chers amis (Amici miei) de Mario Monicelli : le professeur Alfeo Sassaroli
- 1976 : Fièvre de cheval (Febbre da cavallo) : le juge
- 1976 : Mesdames et messieurs, bonsoir (Signore e signori, buonanotte) de Luigi Comencini, Nanni Loy, Luigi Magni, Mario Monicelli et Ettore Scola : Vladimiro Palese
- 1976 : Le Grand Escogriffe de Claude Pinoteau : Youssouf Rifaï
- 1976 : L'Homme sans pitié (Genova a mano armata) de Mario Lanfranchi : Lo Gallo
- 1976 : Meurtre pour un homme seul (The Next Man) de Richard C. Sarafian : Al Sharif
- 1977 : Che notte quella notte! (it) de Ghigo De Chiara (it) : le docteur
- 1977 : Les Bonshommes (Pane, burro e marmellata) de Giorgio Capitani : Aristide Bertelli
- 1977 : Les Passagers de Serge Leroy : commissaire Boetani
- 1977 : Holocauste 2000 (Holocaust 2000) d'Alberto De Martino : docteur Kerouac
- 1977 : La tigre è ancora viva: Sandokan alla riscossa! de Sergio Sollima : James Brooke
- 1977 : L'Homme de Corleone (L'uomo di Corleone) — film inachevé de Duilio Coletti
- 1978 : Le Crime du siècle  (Indagine su un delitto perfetto) d'Aaron Leviathan : Sir Harold Boyd
- 1978 : Le braghe del padrone de Flavio Mogherini : Eugenio / le président
- 1978 : Professor Kranz tedesco di Germania (it) de Luciano Salce : Carcamano

#### Années 1980
- 1980 : Café express de Nanni Loy : Capo Ramacci Pisanelli
- 1980 : Le Cerveau du super-gang (Car-Napping - Bestellt, geklaut, geliefert) de Wigbert Wicker (de) : le chef de la police de Palerme
- 1981 : Amoureux fou (Innamorato pazzo) de Franco Castellano et Giuseppe Moccia : Gustavo VI di San Tulipe
- 1982 : Monsignor de Frank Perry : le cardinal Vinci
- 1982 : Mes chers amis 2 (Amici miei atto II) de Mario Monicelli
- 1982 : Di padre in figlio de Vittorio Gassman et Alessandro Gassmann
- 1984 : Cendrillon 80 (Cenerentola '80) de Roberto Malenotti : Prince Gherardeschi
- 1985 : Mes chers amis 3 (Amici miei atto III) de Nanni Loy
- 1985 : Il giocatore invisibile (it) de Sergio Genni

### Réalisateur
- 1950 : Caiçara, coréalisé avec Tom Payne (pt) et John Waterhouse
- 1952 : Tico-Tico no Fubá
- 1969 : L'Alibi, coréalisé avec Vittorio Gassman et Luciano Lucignani